# Club Bàsquet Girona 1992-1993
Questa voce raccoglie le informazioni riguardanti il Club Bàsquet Girona nelle competizioni ufficiali della stagione 1992-1993.

## Stagione
La stagione 1992-1993 del Club Bàsquet Girona è la 5ª nel massimo campionato spagnolo di pallacanestro, la Liga ACB.
All'inizio della nuova stagione la Federazione decise di modificare il regolamento riguardo al numero di giocatori stranieri consentiti per ogni squadra che così venne allargato a tre.

## Roster
Aggiornato al 6 dicembre 2021.
| Valvi Girona 1992-93 | Valvi Girona 1992-93 |
| Giocatori            | Staff tecnico        |
| -------------------- | -------------------- |

| N. | Naz.                   | Ruolo | Nome               | Anno | Alt.   | Peso   |  |
| -- | ---------------------- | ----- | ------------------ | ---- | ------ | ------ |  |
| 4  | Spagna (bandiera)      | AP    | Alfonso Ribas      | 1970 | 196 cm |        |  |
| 5  | Spagna (bandiera)      | C     | Carlos Ruf         | 1969 | 210 cm |        |  |
| 6  | Spagna (bandiera)      | P     | Jordi Puig         | 1971 | 182 cm |        |  |
| 7  | Stati Uniti (bandiera) | P     | Johnny Moore       | 1958 | 188 cm | 79 kg  |  |
| 7  | Spagna (bandiera)      | P     | Joan Colomé        | 1971 | 186 cm |        |  |
| 7  | Spagna (bandiera)      | A     | Claudi Martínez    | 1971 | 198 cm |        |  |
| 8  | Spagna (bandiera)      | G     | Jordi Pardo        | 1968 | 192 cm |        |  |
| 9  | Spagna (bandiera)      | P     | Ferrán Heras       | 1967 | 185 cm |        |  |
| 10 | Stati Uniti (bandiera) | C     | Abdul Shamsid-Deen | 1968 | 208 cm | 102 kg |  |
| 11 | Spagna (bandiera)      | C     | Jordi Llorens      | 1973 | 203 cm |        |  |
| 12 | Stati Uniti (bandiera) | AG    | Marvin Alexander   | 1966 | 203 cm | 104 kg |  |
| 12 | Stati Uniti (bandiera) | C     | Keith Robinson     | 1968 | 206 cm |        |  |
| 12 | Stati Uniti (bandiera) | C     | Anthony Pullard    | 1966 | 207 cm | 111 kg |  |
| 13 | Spagna (bandiera)      | P     | Albert Brea        | 1974 | 181 cm |        |  |
| 14 | Jugoslavia (bandiera)  | G     | Duško Ivanović     | 1957 | 196 cm | 93 kg  |  |
| 15 | Spagna (bandiera)      | AG    | Juan Rosa          | 1968 | 206 cm |        |  |

| Allenatore                                                            |
| - Alfred Julbe                                                        |
| Assistente/i                                                          |
| - Pepe Rodríguez Legenda - (C) Capitano - (IN) Inattivo - Infortunato |

## Mercato

### Sessione estiva
| Acquisti | Acquisti           | Acquisti           | Acquisti   | Acquisti |
| R.a      | Nome               | da                 | Modalità   |          |
| -------- | ------------------ | ------------------ | ---------- | -------- |
| C        | Abdul Shamsid-Deen | Santeros de Aguada | definitivo |          |
| AG       | Marvin Alexander   | Berck BC           | definitivo |          |
| G        | Jordi Pardo        | Joventut Badalona  | definitivo |          |
| C        | Carlos Ruf         | Joventut Badalona  | definitivo |          |
| P        | Johnny Moore       | Free agent         | definitivo |          |
| C        | Jordi Llorens      | Joventut Badalona  | definitivo |          |
| P        | Ferrán Heras       | León               | definitivo |          |

| Cessioni | Cessioni         | Cessioni                   | Cessioni       | Cessioni |
| R.       | Nome             | a                          | Modalità       |          |
| -------- | ---------------- | -------------------------- | -------------- | -------- |
| G        | Duško Ivanović   | CSP Limoges                | fine contratto |          |
| AG       | Darryl Middleton | Siviglia                   | fine contratto |          |
| P        | Joaquim Costa    | Free agent                 | fine contratto |          |
| A        | Gerard Darnés    | McLennan Community College | fine contratto |          |
| C        | Matt White       | Gijón                      | fine contratto |          |
| C        | Xavier Gotarra   | Coruña                     | fine contratto |          |

### Dopo l'inizio della stagione
| Acquisti | Acquisti        | Acquisti           | Acquisti         | Acquisti   |
| R.       | Nome            | da                 | Data             | Modalità   |
| -------- | --------------- | ------------------ | ---------------- | ---------- |
| G        | Duško Ivanović  | CSP Limoges        | ottobre 1992     | definitivo |
| C        | Keith Robinson  | Castelló           | 16 febbraio 1993 | definitivo |
| C        | Anthony Pullard | Rockford Lightning | febbraio 1993    | definitivo |

| Cessioni | Cessioni       | Cessioni   | Cessioni      | Cessioni    |
| R.       | Nome           | a          | Data          | Modalità    |
| -------- | -------------- | ---------- | ------------- | ----------- |
| P        | Johnny Moore   |            | ottobre 1992  | ritirato    |
| C        | Xavi Ruiz      | Breogán    | novembre 1992 | rescissione |
| C        | Keith Robinson | Free agent | febbraio 1993 | rescissione |